# Union nationale de Grèce
L'Union nationale de Grèce, en grec moderne : Εθνική Ένωσις Ελλάς / Ethnikí Énosis Ellás, ou Union nationaliste grecque (Ένωσις Ελλήνων Εθνικιστών / Énosis Ellínon Ethnikistón, plus connu sous les initiales EEE, mais également l’appellation Trois Epsilon (Τρία Έψιλον), est un parti nationaliste antisémite,  fondé à Thessalonique, en Grèce, en 1927, dont la devise est « Les Grecs, exterminez les Juifs ». Il s'agit de l'une des plus importantes organisations antisémites et proto-fascistes/fascistes de Grèce et la plus importante dans le nord de la Grèce pendant l'entre-deux-guerres.
Il est dissout par le régime du 4-Août et rétabli, en 1941, lors de l'occupation de Thessalonique par les troupes allemandes. Pendant l'occupation, plusieurs de ses membres ont fait partie des bataillons de sécurité.
Après l'assassinat de son membre principal, Vasíli Skandáli, en 1944, par l'Organisation pour la protection des combattants du peuple (el), l'EEE est considérablement affaiblie. Dans le même temps, certains de ses membres partent avec les forces d'occupation pour défendre les derniers vestiges du Troisième Reich. 